# Raketenartillerielehrbataillon 52
Das Raketenartillerielehrbataillon 52 war ein Lehrbataillon der Raketenartillerie, zuletzt mit Sitz von 1997 bis zur Auflösung 2006 in der Hochwald-Kaserne in Hermeskeil.

## Geschichte
Seinen Ursprung hatte das Raketenartillerielehrbataillon 52, als ältestes Bataillon seiner Gattung im Artilleriebataillon 422, das am 1. September 1958 im Lager Donnerberg (heute Donnerberg-Kaserne) in Eschweiler aufgestellt und am 1. April 1959 im Scharnhorst-Lager in Gießen, als Artilleriebataillon 340, mit 3 Batterien als 1. Bataillon mit dem neu eingeführten Waffensystem MGR-1 Honest John ausgestattet wurde. Unterstellt war das Artilleriebataillon 340 dem III. Korps.
Der Name Artilleriebataillon 52 tauchte erstmals am 19. Januar 1960 auf, als an diesem Tag im Lager Donnerberg in Eschweiler die 2./52 als Kader für das Artilleriebataillon 340 aufgestellt und am 4. April 1960 ins Scharnhorst-Lager nach Gießen verlegt und dem Artilleriebataillon 340 unterstellt wurde.
Am 1. September 1964 erfolgte die Umbenennung von Artilleriebataillon 340 in Raketenartilleriebataillon 340. Dies war gleichzeitig die Geburtsstunde der Raketenartillerie innerhalb des Heeres der Bundeswehr.
Im gleichen Jahr nannte das Scharnhorst-Lager in die Steuben-Kaserne um.
Am 1. Januar 1965 bekam das Bataillon den Namen Raketenartilleriebataillon 52, den es bis zum Schluss trug. Lediglich das „L“ für Lehrbataillon im Namen zur Verdeutlichung des Lehrauftrages als Lehrbataillon kam später noch hinzu. Es war von nun an dem Artillerielehrregiment 5 und somit der 5. Panzerdivision unterstellt.
1970 wurden die 3. und die 4. Batterie mit dem neu entwickelten Leichten Artillerie-Raketen-System LARS 110 SF ausgestattet.
Die Ausmusterung der Honest John im Jahre 1978 hatte zur Folge, dass das Bataillon um eine Batterie, nämlich die 2. Batterie, verringert wurde. Dabei wurde die 3. in die 2., die 4. in die 3. und folglich die 5. in die 4. umbenannt. Gleichzeitig erhielten die neue 2. und 3. Batterie die zweite Generation des Leichten Artillerie-Raketen-Systems, LARS 2 110 SF.
Die Auflösung der Raketenschule der Artillerie in Geilenkirchen und Eingliederung in die Artillerieschule nach Idar-Oberstein im September 1981 machte die Zuverlegung einer entsprechenden Lehrtruppe erforderlich. Aus diesem Grund verlegte die 3. Batterie am 1. Oktober 1981 von Gießen in die Unteroffizier-Krüger-Kaserne nach Kusel und wurde dem dort beheimateten Panzerartillerielehrbataillon 345 unterstellt, um als Lehrbatterie die benachbarte Artillerieschule zu unterstützen.
Am 1. April 1986 wurde die 4. Batterie als selbstständige Begleitbatterie 5 aus dem Bataillon ausgegliedert. Noch im selben Jahr begannen die ersten Maßnahmen zur Vorbereitung der Einführung des neuen Mittleren Artillerie-Raketen-Systems MARS. Aus diesem Grund wurde in Gießen die 4. Batterie und in Kusel die 5. Batterie als Kader neu aufgestellt.
Am 1. Oktober 1989 erhielt die 4. Batterie in Gießen als erste Einheit der Raketenartillerie 8 von insgesamt 10 in diesem Jahr hergestellten Raketenwerfer MARS aus deutscher Produktion von der Firma Krauss-Maffei-Wegmann in Kassel. Zuvor hatte im Jahr 1987 die Artillerieschule in Idar-Oberstein bereits vier Raketenwerfer MARS, die aus US-Produktion stammten, zu Schulungs-, Übungs- und Testzwecken erhalten.
Im Laufe des Jahres 1990 wurde auch die 5. Batterie mit dem Waffensystem MARS ausgestattet und erhielt insgesamt 10 Raketenwerfer. Neben der 3. Batterie mit LARS 2 konnte nun auch die 5. Batterie mit MARS in Kusel die Artillerieschule als Lehrbatterie unterstützen.
Im Jahr 1992 erhielt die 4. Batterie 4 weitere Raketenwerfer MARS. Die Gesamtzahl wuchs somit auf 12 Fahrzeuge.
1992/1993 verließ das Bataillon mit der Verlegung der 4. Batterie nach Kusel zur Unterstützung als Lehrbatterie für die Artillerieschule und der Auflösung der 1. und 2. Batterie sowie der Begleitbatterie 5, endgültig die Steuben-Kaserne in Gießen. Nach Auflösung des Beobachtungsbataillons 53 in der Klotzberg-Kaserne in Idar-Oberstein entsteht aus deren Stabs- und Versorgungsbatterie die neue 1./52. Gleichzeitig wird die 3. Batterie nach Idar-Oberstein verlegt und in die 2. Batterie umbenannt. In Kusel wird aus der 4. die 3. sowie aus der 5. die 4. Batterie. Das Bataillon erhält nun offiziell den Lehrauftrag und darf sich fortan Raketenartillerielehrbataillon 52 nennen.
Die durch die Auflösung des Raketenartilleriebataillon 62 aus Kellinghusen im Jahre 1995 überzähligen Raketenwerfer MARS wurden auf die vorhandenen Bataillone aufgeteilt. So erhielt auch die neue 4./52 2 weitere Fahrzeuge zusätzlich. Somit war die 3. und 4. Batterie mit jeweils 12 Raketenwerfer MARS ausgestattet.
Das Ziel der letzten Verlegung war, das auf zwei Standorte verteilte Bataillon zusammenzuführen und in einer Kaserne zu vereinen. So begann am 1. Oktober 1996 die Verlegung der 1. und 2. Batterie aus Idar-Oberstein sowie der 3. und 4. Batterie aus Kusel in die Hochwald-Kaserne nach Hermeskeil.
Am 1. April 1997 war die Verlegung abgeschlossen und das Raketenartillerielehrbataillon 52 erstmals seit 1981 wieder vereint an einem Standort.
Die Anzahl der Raketenwerfer MARS schwankte im Laufe der Jahre. 1998 war die 3./52 und die 4./52 nur noch mit jeweils 10 Raketenwerfern MARS ausgestattet. Die 2. Batterie unterhielt zusätzlich zu den 8 LARS-2-Raketenwerfern im Frieden 4 weitere Raketenwerfer LARS zur Erfüllung des Lehrauftrages für die Artillerieschule.
Mit der Außerdienststellung der Raketenwerfer LARS im Jahre 2000 wurde auch die 2. Batterie mit dem Waffensystem MARS ausgestattet. Dabei wurden die Raketenwerfer bei der 3. und 4. Batterie reduziert und der 2. Batterie zugeordnet, sodass alle drei schießenden Batterien mit jeweils 6 Raketenwerfer MARS ausgestattet waren. Die übriggebliebenen 2 Fahrzeuge mussten an andere Bataillone abgegeben werden.
Die Aufstellung der Artilleriebrigade 100 am 1. Juli 2002, welche dem Heerestruppenkommando unterstellt war, sah nur 3 aktive Raketenartilleriebataillone vor. Von nun an war das Raketenartillerielehrbataillon 52 dieser unterstellt. Durch die damit einhergehende Verkleinerung der Artillerietruppe wurden mehrere Raketenartilleriebataillone aufgelöst. So auch das Raketenartilleriebataillon 122 aus Walldürn. Lediglich die 4. Batterie blieb aktiv und wurde von der Nibelungen-Kaserne Walldürn in die Hochwald-Kaserne nach Hermeskeil verlegt. Die Kaserne beheimatete somit zwei Bataillone, das Raketenartillerielehrbataillon 52 sowie das teilaktive Raketenartilleriebataillon 122 (ta).
Die durch die Auflösungen überzählig gewordenen Raketenwerfer MARS wurden z. T. auf noch aktive Bataillone aufgeteilt. Die restlichen Fahrzeuge wurden in Depots eingelagert. So erhielt auch das Raketenartillerielehrbataillon 52 mehrere Fahrzeuge von aufgelösten Einheiten, so dass jede der 3 Batterien im Jahre 2002 mit acht Raketenwerfern MARS ausgestattet war.
Am 1. Juli 2003 wurde die 7./52 als reine Ausbildungsbatterie neu aufgestellt.
Die Einnahme der Heeresstruktur "Neues Heer" und die Umgliederung der Artilleriebrigade 100 zum Artillerieregiment 100 bedeutete für das Raketenartillerielehrbataillon 52 das Aus. Die Struktur sah nur noch ein aktives Raketenartilleriebataillon sowie ein gemischtes Artilleriebataillon mit einer MARS-Batterie vor.
Im November 2005 wurde die Schließung der Hochwald-Kaserne und damit die Auflösung des Bataillons offiziell bekannt gegeben. Zuvor wurde bereits die 4./52 aufgelöst und Mannschaft sowie Gerät auf die übrigen Batterien aufgeteilt.
Mit der Auflösung des Verbandes, der zuletzt seit 2004 von Oberstleutnant Michael Nold geführt wurde, wurde am 1. Juli 2006 Major Bernd Knecht beauftragt. Am 13. Dezember 2006 verließen die letzten Soldaten die Hochwald-Kaserne in Hermeskeil und beendeten somit gleichzeitig die Existenz des Raketenartillerielehrbataillons 52.

## Auftrag
- Einsatz im Rahmen der Divisionsartillerie im allgemeinen Feuerkampf
- Ausbildung im Rahmen der Hauptverteidigungskräfte mit 3 Werferbatterien, die alle 10 Monate mit Rekruten aufgefüllt werden und der 2-monatlich zu ergänzenden Stabs- und Versorgungsbatterie
- Einsatz im Rahmen des Lehrauftrages der Artillerieschule[7]

## Kommandeure
| Dienstgrad     | Name                 | Zeit                                  |
| -------------- | -------------------- | ------------------------------------- |
| Oberstleutnant | Rodewald             | 04.1959 – 12.1962                     |
| Oberstleutnant | W. Müller-Prehm      | 01.1963 – 06.1966                     |
| Oberstleutnant | Pfeffer              | 07.1966 – 09.1968                     |
| Oberstleutnant | Werner Korty         | 10.1968 – 09.1971                     |
| Oberstleutnant | Lietz                | 10.1971 – 03.1977                     |
| Oberstleutnant | Jürgen Och           | 04.1977 – 03.1979                     |
| Oberstleutnant | Rolf Thoma           | 04.1979 – 09.1983                     |
| Oberstleutnant | Gernot Paul          | 10.1983 – 03.1986                     |
| Oberstleutnant | Köhler               | 04.1986 – 03.1990                     |
| Oberstleutnant | Günter               | 04.1990 – 03.1993                     |
| Oberstleutnant | Ernst Wehmeier       | 04.1993 – 09.1993                     |
| Oberstleutnant | Manfred Hoffmann     | 10.1993 – 12.1995                     |
| Oberstleutnant | Karl Anton Buchmann  | 01.1996 – 10.2000                     |
| Oberstleutnant | Sproll               | 11.2000 – 08.2002                     |
| Oberstleutnant | Roderich Kiesewetter | 08.2002 – 06.2004                     |
| Oberstleutnant | Michael Nold         | 07.2004 – 06.2006                     |
| Major          | Bernd Knecht         | 07.2006 – 12.2006 (Auflösungsauftrag) |

## Verbandsabzeichen (Blasonierung)
Als Farbe für das Wappenschild des internen Verbandsabzeichens des Raketenartillerielehrbataillons 52 (1993–2006) wurde in Anlehnung an die Waffenfarbe der Truppengattung Artillerietruppe rot gewählt: Hochrot (RAL 3000 Feuerrot). Die Bordierung wie auch die Teilung und Zeichen waren in Gold (auch durch Gelb zu ersetzen) dargestellt.
Das Wappenschild war durch einen Diagonalbalken in zwei Hälften eingeteilt. Oberhalb symbolisierten zwei übereinander angeordnete, hinaufweisende und gleichschenklige Pfeilköpfe die Zugehörigkeit zur Waffengattung der Raketenartillerie, so wie sie auch auf dem militärischen Symbol zu finden sind. Im unteren Teil machte der Buchstabe „L“ auf den Lehrauftrag des Bataillons für die Artillerieschule aufmerksam. Der Diagonalbalken selbst ist der Aufklärung nachempfunden und wies auf die zukünftige Ausstattung des Bataillons mit dem Kleinzielortungsgerät KZO hin. Das KZO sollte in Zukunft die Zielortung für das Waffensystem MARS sicherstellen.
|  | Abb. links zum Vergleich: Symbol für „Raketenwaffe“ nach APP-6: |

## Patenschaften
Das Bataillon unterhielt eine Patenschaft zur Battery A (MLRS) 94th Field Artillery der US-Army in Baumholder. Diese Patenschaft beruhte neben gegenseitigen Einladungen zu sportlichen und militärischen Wettkämpfen sowie gesellschaftlichen Ereignissen auch auf gemeinsamen Artillerieschießen. Durch die Arbeit mit dem gleichen Waffensystem entstanden sowohl fachliche Gespräche als auch ein Erfahrungsaustausch.
1999 schloss das Bataillon eine Patenschaft mit dem Heimatschutzbataillon 42 aus Trier, die im April in einem feierlichen Appell auf dem TrÜbPl BAUMHOLDER durch den Austausch der Patenschaftsurkunden besiegelt wurde.